# Мейендорф, Феофил Феофилович
Барон Феофи́л Феофи́лович Мейендо́рф (нем. Bogdan Theophil Freiherr von Meyendorff; 20 февраля (4 марта) 1886, Вильно—1 января 1971) — художник-миниатюрист из рода Мейендорфов. В некоторых источниках фигурирует как «Теофил Теофилович» и «Богдан Богданович».

## Биография
Из баронского рода прибалтийских немцев. Сын генерала Феофила Егоровича Мейендофа (1838—1919) и Елены Павловны (1857—1943), дочери графа П. А. Шувалова, русского посла в Берлине и варшавского генерал-губернатора.
В 1901—1906 годах посещал школу Карла Мая. Продолжил обучение в Императорской Акакдемии художеств.
На службу вступил вольноопределяющимся, в 1905 году произведён в офицеры. Поручик лейб-гвардии Конной артиллерии, участник Первой мировой войны.
В 1913 году был чиновником особых поручений при Курском губернаторе.
После революции эмигрировал в Финляндию, затем перебрался в Данию и два года жил в Копенгагене. В 1921 году переехал во Францию и обосновался в Париже.
Феофил Феофилович скончался 1 января 1971 года и был похоронен на кладбище Сент-Женевьев-де-Буа.

## Творчество
Барон Мейендорф работал в технике классической акварели, исполнил портретные миниатюры:
- «Портрет императора Александра II»[7],
- «Портрет вел. кнг.Ольги, дочери императора Николая I»[7],
- «Портрет императрицы Александры Федоровны, супруги императора Николая I»[7],
- «Портрет полковника л.-гв. Конного полка Федора Григорьевича Козлянинова в праздничном мундире»[8],
- «Портрет флигель-адъютанта полковника л.-гв. Конного полка Владимира Федоровича Козлянинова в малой дворцовой форме»[8]
- «Портрет штабс-ротмистра л.-гв. Конного полка Бориса Федоровича Козлянинова в колете»[8]

В 1930 году принимал участие в Весеннем салоне в Париже, выставках русских художников в галерее d’Alignan (1931) и в зале Yteb (1932); салоне художников-декораторов в Grand Palais (1939), однодневной выставке русских миниатюр в помещении Русской консерватории (1949).
Член Клуба «Санкт-Петербург» (с 1933) и Общества охранения русских культурных ценностей, с 1951 года входил в состав ревизионной комиссии Русского музыкального общества за границей.

## Семья
Барон Феофил Феофилович был женат с 27 октября 1913 года на дочери Николая Илиодоровича Шидловского — Екатерине Николаевне (20.03.1887—09.07.1976). У них трое детей:
- дочь Екатерина Феофиловна (1914—2005)[10] — супруга барона Александра Петровича Бильдерлинга (1910—1996), внука А. А. Бильдерлинга.
- сын Андрей Феофилович (1918—1942) — геолог, погиб во время экспедиции в Эрг-Шеш[11][12].
- сын Иван Феофилович (1926—1992) — известный протопресвитер, богослов, женат на Марии Алексеевне Можайской (род.1929).